# Fudbalski klub Ibar
Il Fudbalski klub Ibar (in cirillico Фудбалски клуб Ибар), conosciuto semplicemente come Ibar, è una squadra di calcio di Rožaje, una località in Montenegro.

## Nome
L'Ibar è il fiume che bagna Rožaje.

## Storia
Il FK Ibar viene fondato nel 1938 a Rožaje, nell'allora Regno di Jugoslavia, ma fino alla fine del millennio non ottiene risultati di rilievo.
Nel 1997 viene promosso per la prima volta in seconda divisione ove ci rimane (eccetto per una stagione) fino al 2002, prima nel girone Ovest, poi in quello Sud. Nella classifica perpetua della seconda divisione si piazza al 67º posto con 114 punti in 134 partite.
Dopo l'indipendenza del Montenegro nel 2006, l'Ibar milita costantemente nella Druga crnogorska fudbalska liga. Nella prima stagione raggiunge i play-off, ma viene sconfitto dal Dečić (2–2 e 0–1). La prima partita, quella finita in parità, è stata disputata a Berane poiché il campo di Rožaje era squalificato dopo i disordini in campionato contro il Lovćen. Nella stagione 2016–17 si piazza al secondo, ma perde ancora i play-off, stavolta contro il Petrovac (0–4 e 1–1). Nel 2018 l'Ibar retrocede, ma il purgatorio in Treća crnogorska fudbalska liga dura solo un anno, ed il club ritorna subito in Druga liga.

## Palmarès

### Competizioni nazionali
- Treća crnogorska fudbalska liga: 4

2018-2019, 2021-2022, 2022-2023, 2023-2024

### Altri piazzamenti
- Druga crnogorska fudbalska liga:

Secondo posto: 2016-2017

## Stadio
Il FK Ibar disputa le partite casalinghe allo Stadion Bandžovo Brdo, sito presso lo Sports Center Rožaje, il centro sportivo multifunzionale di Rožaje. Lo stadio ha due tribune, una lato ovest ed una lato sud, ma, non essendo provviste di posti a sedere, non è possibile determinare la capienza totale (il record è sulle 5000 presenze).